# 前前前世
《前前前世》是日本搖滾樂團RADWIMPS的歌曲，於2016年7月25日由EMI Records Japan發售。該曲為電影《你的名字》的四首主題曲之一，也是26首该樂隊為電影原聲帶創作的歌曲的其中一首。
由於電影的大熱，《前前前世》曾在2016年10月3日登上日本告示牌熱門100金曲榜的首位，同時其付费下载量亦達到75萬，獲得日本唱片協會頒發三白金數字下載歌曲認證。另外，《前前前世》在日本告示牌動畫歌曲排行榜上也曾连续8周保持第1名，直到10月24日的榜单才被关西杰尼斯8的《Panorama》取代。以年結算，該曲在動畫歌曲排行榜和廣播歌曲排行榜的年榜上也是年度的第1名。

## 發行
《前前前世》在《你的名字》首映前被用在其多個預告片之內，而這些影片仍然能在YouTube上找到。它最初為以電影原聲帶宣傳單曲的名義於2016年7月25日开始提供付费下载，早於其所屬原聲帶的發行日期（8月）。而歌曲的原始版本則收錄於樂團的第八張錄音室專輯《人間開花》之內，且結構上有著輕微的變化。
在《你的名字》於北美（2017年4月）上映前，RADWIMPS用英文重新錄製電影的四首主題歌，包括《前前前世》。英文版本最初於2017年1月23日在FM東京的廣播節目《SCHOOL OF LOCK!》上公开，並在四天後（27日）供數字下載。

## 錄製人員
改寫自《你的名字》的封套內容介紹：
- 野田洋次郎 – 作曲，作詞，編曲，監製，主唱，吉他手，鋼琴手
- 桑原彰 – 監製，吉他手
- 竹田悠介 – 監製，貝斯手
- 森瑞希 – 副鼓手
- 菅井正剛 – 錄音師，混音師
- 湯姆·洛德-阿爾格（英语：Tom Lord-Alge） – 混音師
- 鮑勃·路德維希（英语：Bob Ludwig） – 母帶工程師
- 澤本哲朗 – 助理工程師
- 賈米爾·卡茲米（日语：ジャミール） – 混音協調

## 排行和銷量

### 週榜
| 排行榜（2016–2017）        | 最高位 |
| -------------------------- | ------ |
| 日本（日本熱門100金曲榜）  | 1      |
| 日本（日本熱門100金曲榜）  | 20     |
| 日本（日本動畫歌曲排行榜） | 1      |
| 日本（日本廣播歌曲排行榜） | 1      |
| 南韓（Gaon音樂榜）         | 92     |

### 年榜
| 排行榜（2016）             | 最高位 |
| -------------------------- | ------ |
| 日本（日本熱門100金曲榜）  | 2      |
| 日本（日本動畫歌曲排行榜） | 1      |
| 日本（日本廣播歌曲排行榜） | 1      |

### 銷量和認證
| 地區                                                       | 认证 | 认证单位/销量 |
| ---------------------------------------------------------- | ---- | ------------- |
| 日本（日本唱片協會）                                       | 百萬 | 1,000,000^    |
| 南韓（Gaon）                                               | N/A  | 100,242       |
| *僅含認證的實際銷量 ^僅含認證的出貨量 ‡僅含認證的+實際銷量 |      |               |

## 發行歷史
| 地區 | 日期          | 格式         | 廠牌        |
| ---- | ------------- | ------------ | ----------- |
| 日本 | 2016年7月5日  | 廣播節目首播 | EMI Records |
| 日本 | 2016年7月25日 | 數位下載     | EMI Records |